# 須磨高校生徒会副会長焼身自殺事件
須磨高校生徒会副会長焼身自殺事件（すまこうこうせいとかいふくかいちょうしょうしんじさつじけん）は、日本の高等学校で起きた焼身自殺事件。

## 概要
1970年9月28日の早朝に、神戸市立須磨高等学校の校舎の玄関の前で焼死体が発見された。この死亡していた人物というのは神戸市立須磨高等学校の生徒会副会長であり、校内では積極的に教育の改革運動を行っているという生徒であった。全学共闘会議のメンバーでもあり、佐藤首相訪米阻止闘争にも参加していた。自殺をした理由というのは、当時の神戸市立須磨高等学校で行われていた学生運動に挫折したからということであった。校内の学生運動のリーダーとして活動していたのだが、誰も付いてこなくなっており裏切りが続いていたと行き詰まりを感じていた。焼身自殺の現場に置かれていた物から、この生徒が自殺をしたということが確認されていた。現場には遺書も残されており、それには自分自身の改革もできないために自殺するしかなくなり、生きていく望みも失ったということが記されていた。
神戸市立須磨高等学校というのは1969年より盛んに学生運動が行われているという高校であり、その学生運動の時期に発生したという自殺事件であった。自殺事件が発生する時期には自殺することとなる生徒は、学校側が示してきた態度に抗議することを目的として校内で座り込みの抗議活動を行っていた。だが学校側はこの抗議活動には応じずに、座り込みをしている生徒を排除するために生徒の親を呼び出して、校内でその生徒に厳しく説教させるということをしていた。そしてその説教をされている最中には教員はそれを傍観しているのみであった。この生徒は学校側にこのような仕打ちをされたことに絶望して自殺することにしていた。自殺の前日にも学校での座り込みの抗議活動を行っており、それに対して学校側は翌朝に親を呼び出して連れ帰らそうとしていたのだが、その翌朝に用務員が出勤していたときには焼身自殺をしていたのが発見されていたということであった。この自殺の現場には遺書の他に退学届も残されていた。
当時の神戸市内では他の高等学校でも盛んに学生運動が行われていたものの、この焼身自殺事件が発生したことをきっかけとして次第に落ち着いていった。